# Pachyschelus pusillus
Pachyschelus pusillus es una especie de escarabajo joya del género Pachyschelus, familia Buprestidae. Fue descrita científicamente por Fabricius en 1798.